# Phenacoccus baccharidis
Phenacoccus baccharidis  (лат.) — вид полужесткокрылых насекомых-кокцид рода Phenacoccus из семейства мучнистые червецы (Pseudococcidae).

## Распространение
Южная Америка: Бразилия.

## Описание
Питаются соками таких растений, как Baccharis dracunculifolia (Астровые).
Таксон Phenacoccus baccharidis включён в состав рода Phenacoccus вместе с видами P. herreni, P. hurdi, P. madeirensis, P. manihoti, P. solani, P. solenopsis, P. tucumanus, и другими. Видовое название происходит от родового имени растения-хозяина (Baccharidis), на котором происходит развитие червецов.